# 九星
九星（きゅうせい）は、古代中国から伝わる民間信仰で、一白・二黒・三碧・四緑・五黄・六白・七赤・八白・九紫の9つ。
ただし九星と呼ばれるものは何種類かあり、本項の九星を特に指して呼ぶ場合は、紫白九星や七色星と呼ぶ。

## 起源
九星は、次の魔方陣が起源となっている。
| 四 | 九 | 二 |
| 三 | 五 | 七 |
| 八 | 一 | 六 |

縦・横・斜めのいずれの列についても3つの数字の和が15になるというものであり、1から9までの数を1回ずつ使う3×3個の魔方陣は、回転・対称を除けばこの形しかない。上図の配置を後天定位盤という。これらの数字に白・黒・碧・緑・黄・赤・紫の7色と木・火・土・金・水の五行、十干・十二支、易の八卦を配当し、この数字が順次場所を変えた場合を考え、それに解釈を加えて「九星」が作られた。
伝説では、夏王朝を創始した禹が洛水を通りかかった時、川の中から飛び出た神亀の甲羅に描かれた模様からこの魔方陣を思いついたとされている。よってこの魔方陣を、洛水の書「洛書」（河図洛書）という。

## 九星の各星
日本の陰陽道では、下表のように木・火・土・金・水の五行や十干・十二支・八卦に割り当てて九星図を作成し、人の生年や方位に当てて運勢や方位の吉凶を占うことが多い。
| 九星     | 日本語読み       | 五行 | 方位 | 八卦 | 色 |
| -------- | ---------------- | ---- | ---- | ---- | -- |
| 一白水星 | いっぱくすいせい | 水   | 北   | 坎   | 白 |
| 二黒土星 | じこくどせい     | 土   | 西南 | 坤   | 黒 |
| 三碧木星 | さんぺきもくせい | 木   | 東   | 震   | 青 |
| 四緑木星 | しろくもくせい   | 木   | 東南 | 巽   | 緑 |
| 五黄土星 | ごおうどせい     | 土   | 中央 | 太極 | 黄 |
| 六白金星 | ろっぱくきんせい | 金   | 西北 | 乾   | 白 |
| 七赤金星 | しちせききんせい | 金   | 西   | 兌   | 赤 |
| 八白土星 | はっぱくどせい   | 土   | 東北 | 艮   | 白 |
| 九紫火星 | きゅうしかせい   | 火   | 南   | 離   | 紫 |

これらの名前の字面から、太陽系の惑星などに関連があると誤解されることもあるが、九星はそのような天文の星とは無関係である。
九星には3つの白の星と1つの紫の星がある。これらは本来は吉の星であって三白九紫と総称された。三白九紫は、平安時代に代表的な凶神であった大将軍や金神の凶を抑えることができるとされていた。ただ気学が一般に広まった現代では、この三白九紫を持って吉の星とする考えはほとんど忘れられている。

## 九星の関係
九星同士の関係は、五行説から次のようになっている。
| 自分の九星 | 相生（吉関係）                                                                                      | 比和（吉関係）                 | 相剋（凶関係）                                                                                     |
| ---------- | --------------------------------------------------------------------------------------------------- | ------------------------------ | -------------------------------------------------------------------------------------------------- |
| 一白水星   | 三碧木星（水生木）・四緑木星（水生木）・六白金星（金生水）・七赤金星（金生水）                      | 一白水星※                      | 二黒土星（土剋水）・五黄土星（土剋水）・八白土星（土剋水）・九紫火星（水剋火）                     |
| 二黒土星   | 六白金星（土生金）・七赤金星（土生金）・九紫火星（火生土）                                          | 二黒土星※・五黄土星※・八白土星 | 一白水星（土剋水）・三碧木星（木剋土）・四緑木星（木剋土）                                         |
| 三碧木星   | 一白水星（水生木）・九紫火星（木生火）                                                              | 三碧木星※・四緑木星            | 二黒土星（木剋土）・五黄土星（木剋土）・六白金星（金剋木）・七赤金星（金剋木）・八白土星（木剋土） |
| 四緑木星   | 一白水星（水生木）・九紫火星（木生火）                                                              | 三碧木星・四緑木星※            | 二黒土星（木剋土）・五黄土星（木剋土）・六白金星（金剋木）・七赤金星（金剋木）・八白土星（木剋土） |
| 五黄土星   | 六白金星（土生金）・七赤金星（土生金）・九紫火星（火生土）                                          | 二黒土星・五黄土星※・八白土星  | 一白水星（土剋水）・三碧木星（木剋土）・四緑木星（木剋土）                                         |
| 六白金星   | 一白水星（金生水）・二黒土星（土生金）・五黄土星※（土生金）・八白土星（土生金）                     | 六白金星※・七赤金星            | 三碧木星（金剋木）・四緑木星（金剋木）・九紫火星（火剋金）                                         |
| 七赤金星   | 一白水星（金生水）・二黒土星（土生金）・五黄土星※（土生金）・八白土星（土生金）                     | 六白金星・七赤金星※            | 三碧木星（金剋木）・四緑木星（金剋木）・九紫火星（火剋金）                                         |
| 八白土星   | 六白金星（土生金）・七赤金星（土生金）・九紫火星（火生土）                                          | 二黒土星・五黄土星※・八白土星※ | 一白水星（土剋水）・三碧木星（木剋土）・四緑木星（木剋土）                                         |
| 九紫火星   | 二黒土星（火生土）・三碧木星（木生火）・四緑木星（木生火）・五黄土星※（火生土）・八白土星（火生土） | 九紫火星※                      | 一白水星（水剋火）・六白金星（火剋金）・七赤金星（火剋金）                                         |

基本的にこの表に掲げた関係を使って、人の相性や年月日、方位などの吉凶を見るのであるが、その人にとっての、相手の人の相性や年月日の吉凶などでは基本的にこの表がそのまま成り立つとされるのに対し、方位判断の場合には、相生・比和（吉関係）の欄に掲げたものの内、※印を付けたものは凶方位となる。五黄土星の方位は「五黄殺」、自分と同じ星の方位は「本命殺」となるためであるが、実際にはこれに加えて「暗剣殺」「的殺」「歳破」などの凶方位が重なるためこれよりも吉方位は少なくなる。

## 年月日への配当
九星は年・十二節・日・時刻それぞれに割り当てられる。

### 年の九星（年家九星）
年の九星は、例えばある年が九紫だとすると、その翌年は八白というように一つずつ数字を減らしていき、一白の翌年はまた九紫になるというように変わっていく。これを「陰遁」という。年の九星は立春をもって切り替わる。立春の前日の節分までは前年の九星となる。2008年（平成20年）の九星は一白水星である。
年の九星には計算法が存在する。
西暦年数を9で割った余りを11から引くという計算法である(余りが0なら、余りを9と置き換える。余りが1なら、余りを10と置き換える)。たとえば2007年は9で割ると割り切れるので、11－9＝2となり二黒土星ということになる。
西暦の各位の数を足し、その計算結果の数をさらに各位の数を足し、これを繰り返して1桁になるまで行い、最後に11から引くという計算法を行ってもよい。数学的には上記の方法と同値なのだが、こちらの方が計算が簡単であることが多い(計算結果が1になったら10と置き換えて11－10＝1で、一白水星)。たとえば、1997年は1＋9＋9＋7＝26、2＋6＝8となるので、11－8＝3、ゆえに三碧木星である。
これらの計算法は紀元後であればすべての年でその年の九星を求められる計算法である。

### 節の九星（節家九星）
節の九星も陰遁し、節切りである。9と12の最小公倍数は36なので、節の九星は3年周期ということになる。
| 年の干支       | 寅節 | 卯節 | 辰節 | 巳節 | 午節 | 未節 | 申節 | 酉節 | 戌節 | 亥節 | 子節 | 丑節 |
| -------------- | ---- | ---- | ---- | ---- | ---- | ---- | ---- | ---- | ---- | ---- | ---- | ---- |
| 子・卯・午・酉 | 八白 | 七赤 | 六白 | 五黄 | 四緑 | 三碧 | 二黒 | 一白 | 九紫 | 八白 | 七赤 | 六白 |
| 丑・辰・未・戌 | 五黄 | 四緑 | 三碧 | 二黒 | 一白 | 九紫 | 八白 | 七赤 | 六白 | 五黄 | 四緑 | 三碧 |
| 寅・巳・申・亥 | 二黒 | 一白 | 九紫 | 八白 | 七赤 | 六白 | 五黄 | 四緑 | 三碧 | 二黒 | 一白 | 九紫 |

### 日の九星（日家九星）
日の九星は、冬から夏にかけては数字を増やしていく陽遁となり、夏から冬にかけては数字を減らしていく陰遁となる。流派によって切り替えの日は異なるが、最も一般的なものでは、以下のようにしている。
- 冬至に最も近い甲子の日を一白として陽遁を始める。
- 夏至に最も近い甲子の日を九紫として陰遁を始める。

このようにして、基本的には陽遁が180日続き、陽遁から陰遁に切り替わる時は九紫が2日続き、そして陰遁が180日続き、陰遁から陽遁に切り替わる時は一白が2日続くことになる。ただし、このように繰り返していくと陽遁と陰遁とで360日となり、1年の長さに5日ないし6日足りず、やがて冬至・夏至に最も近い甲子の日が切替日ではなくなってしまう。そこで、11年～12年に一度、陽遁・陰遁の期間を30日ずつ延長して（陽遁・陰遁をそれぞれ210日ずつとし）、ずれを調整する。この延長された期間 (60日) を「九星の閏」という。九星の閏の決め方は流派による違いがあり統一されていないが、次のようなものがある。
- 陽遁・陰遁の切替日が240日になる場合、後の60日を九星の閏とする。その場合、冬至または夏至が甲午の場合は後の甲子日を切替日とするが、冬至または夏至が癸巳の場合は、前の甲子日を切替日とする流派と、後の甲子日を切替日とする流派がある。[1]
- 冬至または夏至の前後1日以内に甲午がある場合に九星の閏を置く。ただしその場合はこの条件だけだとうまく決まらない箇所ができてしまうので、そこで調整が必要となる。[2]

九星の閏を置く場合は、次のように陽遁・陰遁が切り替わる。
- 冬至前後に九星の閏を置く場合、その期間中の甲午を七赤として陽遁を始める（七赤が2日続く）。
- 夏至前後に九星の閏を置く場合、その期間中の甲午を三碧として陰遁を始める（三碧が2日続く）。

明治の改暦から2100年までの間で、九星の閏が置かれる位置を次に示す。ここでは陽遁・陰遁の切替日が240日になる場合、後の60日を九星の閏とし、冬至または夏至が癸巳の場合、後の甲子日を切替日とする方式を基準とし、流派の違いにより、その位置の代わりに置かれうると考えられる位置をカッコ内に示す。
- 1882年冬
- 1894年夏
- 1905年冬
- 1916年冬（1917年夏）
- 1928年夏（1928年冬）
- 1939年冬（1940年夏）
- 1951年夏（1951年冬）
- 1962年冬
- 1974年夏
- 1985年冬
- 1997年夏
- 2008年冬
- 2019年冬（2020年夏）
- 2031年冬
- 2042年冬（2043年夏）
- 2054年夏（2054年冬）
- 2065年冬
- 2077年夏
- 2088年冬
- 2100年夏

日の九星は、現代日本において六曜に次いで有名な暦注とされることから、七曜表形式のカレンダーでも、ある程度の情報量がある場合は六曜と共に掲載されている場合がある。

## 時の九星（時家九星）
時の九星も日の九星と同様に陽遁・陰遁の別に配される。時は2時間を1刻とする。
| 陽陰遁 | 日                 | 子刻 | 丑刻 | 寅刻 | 卯刻 | 辰刻 | 巳刻 | 午刻 | 未刻 | 申刻 | 酉刻 | 戌刻 | 亥刻 |
| ------ | ------------------ | ---- | ---- | ---- | ---- | ---- | ---- | ---- | ---- | ---- | ---- | ---- | ---- |
| 陽遁   | 子・卯・午・酉の日 | 一白 | 二黒 | 三碧 | 四緑 | 五黄 | 六白 | 七赤 | 八白 | 九紫 | 一白 | 二黒 | 三碧 |
| 陽遁   | 丑・辰・未・戌の日 | 四緑 | 五黄 | 六白 | 七赤 | 八白 | 九紫 | 一白 | 二黒 | 三碧 | 四緑 | 五黄 | 六白 |
| 陽遁   | 寅・巳・申・亥の日 | 七赤 | 八白 | 九紫 | 一白 | 二黒 | 三碧 | 四緑 | 五黄 | 六白 | 七赤 | 八白 | 九紫 |
| 陰遁   | 子・卯・午・酉の日 | 九紫 | 八白 | 七赤 | 六白 | 五黄 | 四緑 | 三碧 | 二黒 | 一白 | 九紫 | 八白 | 七赤 |
| 陰遁   | 丑・辰・未・戌の日 | 六白 | 五黄 | 四緑 | 三碧 | 二黒 | 一白 | 九紫 | 八白 | 七赤 | 六白 | 五黄 | 四緑 |
| 陰遁   | 寅・巳・申・亥の日 | 三碧 | 二黒 | 一白 | 九紫 | 八白 | 七赤 | 六白 | 五黄 | 四緑 | 三碧 | 二黒 | 一白 |

## 奇門遁甲における九星
奇門遁甲において九星というと「天蓬星」・「天芮星」・「天冲星」・「天輔星」・「天禽星」・「天心星」・「天柱星」・「天任星」・「天英星」を指している。これらは天字で始まる名前を持つため、他の九星と区別する場合に九天星や天蓬九星と呼ぶことがある。
一部の流派の奇門遁甲では「一白水星」、「二黒土星」、…「九紫火星」を奇門遁甲に組み込んで九宮と呼んでいるが、本来の奇門遁甲には紫白九星がなかった。また通常は、八方位に後天八卦を対応させた八宮である、坎宮、艮宮、震宮、巽宮、離宮、坤宮、兌宮、乾宮に中央である中宮を加えたものが九宮であり、紫白九星を九宮と呼ぶのは特殊な呼称である。